# آنگران هفتم
آنگران هفتم (به فرانسوی: Enguerrand VII de Coucy) (۱۳۴۰ میلادی– ۱۸ فوریه ۱۳۹۷ میلادی) اشراف‌زاده فرانسوی و آخرین سنیور کوسی در پیکاردی در شمال پادشاهی فرانسه از سال ۱۳۴۷ میلادی تا هنگام مرگش در سال ۱۳۹۷ میلادی بود. آنگران سوم با ازدواج با ایزابلا داماد ادوارد سوم، پادشاه انگلستان شد و اراضی زیادی از جمله کنت‌نشین سوآسون در فرانسه را از او دریافت نمود. او در جنگ صلیبی علیه امپراتوری عثمانی شرکت کرد و سال ۱۳۹۶ میلادی در نبرد نیکوپولیس اسیر شد. آنگران سوم با ابتلا به طاعون خیارکی یک سال بعد در اسارت در بورسا جان باخت.

## زندگی‌نامه
آنگران هفتم سال ۱۳۴۰ میلادی زاده شد. او تنها فرزند پدرش آنگران ششم، سنیور کوسی و مادرش شاهزاده کاترین، دختر لئوپولت یکم، دوک اتریش از خاندان هابسبورگ بود. کاترین همچنین نوه دختری آمادئوس پنجم، کنت ساووی به حساب می‌آمد. فیلیپ ششم، پادشاه فرانسه به دنبال کسب متحد در جنگ با ادوارد سوم، پادشاه انگلستان، موجبات ازدواج پدر و مادر او را فراهم کرده بود. پدرش سال ۱۳۴۶ میلادی در جنگ با انگلیسی‌ها کشته شد. سرپرستی او در اختیار عمویش ژان دو کوسی قرار گرفت. مادرش توانست با اعطای بخشی از املاک و مستقلات آنگران ششم به برادران و خواهران او، جانشینی آنگران هفتم بر بیشتر دارایی‌های پدرش، شامل نواحی کوسی، مارل، لا فر، بویسی-آن-بری و وازی-لو-کمبرسیس و قصبات آن را را تثبیت کند. گفته می‌شود کاترین اهتمام ویژه‌ای برای آموزش آنگران هفتم مخصوصاً در زمینه هنر و علوم صرف می‌کرد. به هر صورت، کاترین سال ۱۳۴۸ میلادی با شخص دیگری ازدواج کرد و یک سال بعد در جریان شیوع مرگ سیاه در اثر ابتلا به طاعون خیارکی درگذشت. همانند بسیاری دیگر از هم‌عصرانش، اطلاعات دیگری از دوران کودکی آنگران هفتم در دست نیست.
در جریان مراحل آغازین جنگ صدساله، در پی حمله انگلیسی‌ها به شمال شرقی فرانسه در ماه نوامبر سال ۱۳۵۵ میلادی و اعلان بسیج عمومی از طرف ژان دوم، پادشاه فرانسه، آنگران در سن پانزده سالگی در قالب گردانی از اشراف پیکاردی موسوم به «مورو دو فیِن» برای نخستین بار راهی جنگ شد. به هر صورت با عقب‌نشینی دشمن درگیری خاصی پدید نیامد.
با توجه به روحیه ضد والوآیی حاکم بر اشراف شمال فرانسه، آنگران نیز احتمالاً در جریان قضایای مربوط به شارلِ ناوار، مدعی تاج‌وتخت فرانسه در سال ۱۳۵۷ میلادی، دخیل بوده است. به هر صورت با شم سیاسی که داشت مدت زیادی با شارل همراهی نکرد و حتی به مخالفت با او پرداخت. متعاقباً سال ۱۳۵۸ میلادی یکی از عوامل سرکوب شدید دهقانان در شورش ژاکری علیه شارل، ولیعهد فرانسه بود.
در پی انعقاد پیمان برتینی در سال ۱۳۶۰ میلادی که موقتاً به جنگ بین فرانسوی‌ها و انگلیسی‌ها پایان داد، آنگران به عنوان یکی از قدرتمندترین حاکمان شمال فرانسه و یکی از هسته‌های مقاومت علیه انگلیسی‌ها، جزو چهل اشراف‌زاده‌ای بود که برای تضمین پایبندی فرانسه به مفاد پیمان به عنوان گروگان به انگلستان فرستاده شد. دو تن از پسران و یکی از برادران ژان دوم، پادشاه فرانسه نیز جزو این گروگان‌ها بودند. با وجود توافق بر آزاد شدن مرحله به مرحله این افراد، در اثر کوتاهی فرانسه در پرداخت غرامت مقرر شده و عمل به تعهدات ارضی خود، گروگان‌ها مدت طولانی‌تری در اسارت ماندند. ژان دوم سعی داشت در مراحل نخستین توافق آنگران را باز پس بگیرد اما ادوارد سوم، پادشاه انگلستان این اجازه را نمی‌داد. به هر صورت آنگران و سایر گروگان‌ها در این دوران بسیار مورد تنعم انگلیسی‌ها بودند و می‌توانستند آزادانه گردش و خوش‌گذرانی کنند.
در این زمان آنگران مورد توجه ایزابلا، دختر بزرگ ادوارد سوم قرار گرفت. ایزابلا با بهره‌مندی از دارایی‌های متعدد که پدرش به او بخشیده بود، زنی مستقل به حساب می‌آمد. ادوارد سوم سال ۱۳۶۳ میلادی تمامی اراضی خانوادگی به ارث رسیده به او در یورک‌شر، لانکاشر، وستمورلند و کامبرلند در انگلستان را که پیش از این مصادره شده بود، به آنگران بازگرداند. آنگران ماه ژوئیه سال ۱۳۶۵ میلادی در مراسمی مجلل در کاخ وینزر با ایزابلا ازداوج کرد. درحالی که انگلستان و فرانسه در این زمان موقتاً در شرایط صلح به سر می‌بردند، هر دو طرف از این ازدواج منافع سیاسی و مادی زیادی می‌بردند. ایزابلا که برای ششمین بار قصد ازدواج می‌کرد، در این هنگام ۳۳ سال داشت و ۸ سال از آنگران بزرگ‌تر بود. در پی این وصلت آنگران توسط ادوارد سوم بدون دریافت غرامت از وضعیت گروگان بودن آزاد شد و چهار ماه بعد به همراه همسر خود به فرانسه بازگشت. ایزابلا در این هنگام باردار بود و ماه آوریل سال بعد دختری برای آنگران به دنیا آورد که ماری نام گرفت. زوج به همراه نوزاد ماه بعد مجدداً به انگلستان رفتند. ادوارد سوم به دنبال تقویت هر چه بیشتر رابطه، مقام ارل بدفورد را به آنگران اعطا کرد. بدین شکل از او با عنوان «اینگلرام، ارل بدفورد» در منابع انگلیسی یاد شده است. آنگران همچنین نشان بند جوراب را از پادشاه انگلستان دریافت نمود. ماه آوریل سال ۱۳۶۷ میلادی دختر دیگری برای آنگران این بار در انگلستان زاده شد که همانند مادربزرگ مادری‌اش، فیلیپا نامیده گشت. در این حال ادوارد سوم کنت‌نشین سوآسون در فرانسه را که به تازگی به عنوان غرامت از گی دو بلوآ، یکی از گروگان‌ها گرفته بود، به آنگران سپرد. بدین ترتیب آنگران حاکم بخش بزرگی از پیکاردی شد. ماه ژوئیه همان سال به فرانسه مراجعت کرد.
در تک‌چهره‌ای که از حدود ۲۰۰ سال پس از مرگ او باقی مانده است، آنگران هفتم فردی بلند قامت، قوی‌هیکل، تیره‌گون و عبوس ترسیم شده است. با وجود این که برخی ویژگی‌های ظاهری آنگران ممکن است به نگارگر رسیده باشد، به هر صورت با توجه به فاصله‌ای که بین این اثر و زندگانی او وجود دارد این توصیفات می‌تواند خیالی باشد.

### جنگ با هاپسبروگ
ماه ژوئن سال ۱۳۷۵ میلادی یک آتش‌بش یک‌ساله میان فرانسوی‌ها و انگلیسی‌ها برقرار شد. این آتش‌بش دسته‌های مزدور نظامی را بی‌کار کرد و آن‌ها دوباره مشغول یاغی‌گیزی و تاراج اراضی فرانسه شدند. برای خلاصی از این شرایط، فرانسوی‌ها به این فکر افتادند که این دسته‌های مزدور را راهی جنگ‌های خارجی کنند. از این رو به آنگران هفتم پیشنهاد شد در پیگیری ادعاهای سرزمینی خود، ۲۵ دسته از این مزدوران را از سراسر فرانسه گردآوری کند و با آن‌ها به جنگ دوک هاپسبورگِ اتریش برود؛ در این صورت پادشاه فرانسه ۶۰٬۰۰۰ لیور از دستمزد آن‌ها و تمامی هزینه‌های این لشکرکشی را می‌پرداخت. آنگران که در خود توانایی مالی لازم برای پیگیری مسقل چنین جنگی را نمی‌دید، این پیشنهاد را پذیرفت. حتی پاپ هم ۵٬۰۰۰ لیور به یکی از دسته‌ها پرداخت تا به همراه آنگران بروند و از اوینیون خارج شوند. این دسته‌ها، با غارت اراضی مسیر خود، بالاخره همراه ماه سپتامبر از فرانسه خارج شدند.
آنگران پیش از ترک وطن، به عنوان وصیت در صورت مرگش در این جنگ، مقدار زیادی از عواید مالی حاصل از تیول مربوط به خود را وقف کرد. او وصیت کرد «هر روز و تا ابد» دو مراسم عشای ربانی در دِیر نوژون-سو-کوسی به خاطر خودش، نیاکانش و جانشینانش برگزار شود. وصایای آنگران، همانند بسیاری دیگر از نوعانش، دقیق و کملا مشخص بود و هیچ‌جایی برای گزینش نمی‌گذاشت. یک‌صد لیور می‌بایست هر سال صرف امورات دِیرنشینان و به‌پا داشتن آیین می‌شد. این پول می‌بایست از اجاره «همیشگی» و مالیات پرداختی از سوی شهرهای خاصی تأمین می‌شد که مقدار آن برای هر یک به شکل دقیق مشخص شده بود. آنگران، همانند هم‌عصران خود، بر روی «همیشگی» و بدون تغییر بودن این درآمدها حساب باز کرده بود.
شوالیه‌ها پیکاردی، آرتوآ، ورماندوآ و اِنو به همراه ملازمان و سربازان خود به دنبال به‌دست آوردن «افتخار» در نبرد با دیگر شوالیه‌ها، در این لشکرکشی با آنگران بودند. خبر این حرکت ۱۰۰ شوالیه توتونیک را نیز از پروس به آن‌جا کشید. تعدادی از شوالیه‌های انگلیسی هم به داماد پادشاه خود پیوستند و چیزی احتمالاً در حدود ۶٬۰۰۰ نفر را هم با خود آوردند. تعداد این انگلیسی‌ها در قیاس با بقیه همراهان آنگران، به اندازه‌ای زیاد بود که رقیبان کل سپاه آنگران را «انگلیسی‌ها» نامیدند. منابع مختلف شمار تمامی سپاهیان را چهل، پنجاه یا حتی صد هزار نفر آورده‌اند که البته بنابر تعداد سرکردگان حاضر برآورد حدود ده هزار نفر منطقی‌تر به نظر می‌آید.
نیروهای گردآمده برای شش هفته در ماه‌های اکتبر و نوامبر منطقه آلزاس را چپاول کردند؛ این درحالی بود که آنگران هنوز هدایت آن‌ها را در دست نگرفته بود. گمان‌های گوناگونی بر چرایی این دیرکرد آنگران آورده شده است. این‌گونه پنداشته می‌شود که او خودخواسته لشکرکشی را به زمستان کشیده است تا با گرفتار کردن دسته‌های مزدور به دشواری‌های این فصل، توان آن‌ها را بفرساید. نمونه‌های همسان دیگری از چنین کاری وجود داشته است.
آنگران ماه سپتامبر سال ۱۳۷۵ میلادی در نامه‌ای به دوک برابانت، نماینده امپراتور مقدس روم در آلزاس، به تشریح هدف خود پرداخت که شامل پازپس‌گیری بریسگاو، زونگداو و دوک‌نشین کوچک فِرِت می‌شد. در پاسخ به او اطمینان داده شد هیچ دخالتی از جانب امپراتوری در برابر تلاش او در دستیابی به «عدالت» صورت نخواهد گرفت. آنگران همچنین برای اعتباربخشی به کار خود، به ساکنان شهرهای اشتراسبورک و کلمار در آلزاس نوشت هیچ تهدیدی از جانب او متوجه آن‌ها نیست و نمی‌بایست نگران شودند؛ بلکه یاری او در رسیدن به حقش شوند. به این گویه‌ها پاسخی داده نشد؛ چرا که مزدوران زیر پرچم آنگران از پیش در حال غارت اراضی این دو شهر بودند. در این مدت جهل روستا در زونگداو تاراج و ویران شدند. صومعه فرانسیسکن در تان با خاک یکسان شد. اسقف و حاکمان اشتراسبورک ۳٬۰۰۰ فلورین به مزدوران باج دادند با به این شهر حمله نکنند. در ابتدا سرگردگان مزدوران در تلاش بودند به آشفتگی سامان دهند و برخی تقریباً هر روز تعدادی را دار می‌زدند. به هر صورت، برای افرادی که پیش از این به بی‌قانونی خو کرده بودند حتی چنین مجازات‌های شدیدی هم کار گر نبود.
لئوپولت، دوک اتریش در واکنش به این تهاجم راهبرد زمین سوخته را پیش گرفت. او به آلزاسی‌ها فرمان داد هر آنچه را که به دشمن کمک، پناه یا غذا می‌رساند از بین ببرند و خود با دارایی‌هایشان به شهر و قلعه‌های دارای برج و بارو بروند. به دستور لئوپولت روستاها دور افتاده و قلعه‌های با دفاع ضعیف می‌بایست تخریب و به آتش کشیده می‌شدند. این که این فرمان‌ها تا چه اندازه اجرایی شدند کاملاً مشخص نیست.
لئوپولت که نیروی کافی برای تقایل رو در رو با آنگران را نداشت، به قلعه برایزاخ در کرانه راین عقب‌نشینی کرد. او امیدوار بود مقاومت مردم محلی جلوی پیشروی بیشتر مهاجمان را بگیرد. با این حال این مردم که نسبت به حکمرانی هاپسبورگ ناراضی بودند و به آن‌ها تنفر داشتند کار چندانی برای دفاع از لئوپولت در برابر تهاجم آنگران نکردند.
آنگران روز ۱۱ نوامبر سال ۱۳۷۵ در نهایت، همراه ۱٬۵۰۰ نفر به آلزاس رسید و فرماندهی نیرو را در دست گرفت. تا این زمان زمستان فرا رسیده بود و پیش از آن منطقه با غارت‌گیری‌ها کاملاً خالی شده بود. به نقل از فروآسار، در این حال بود که دسته‌های مزدور شروع به سرکشی کردند. آن‌ها با بهانه‌هاییی چون نبود قایق برای گذر از راین و ناآشنایی با راه‌های آن سوی رود، از ادامه حرکت سر باز می‌زدند. آنگران سعی کرد با دادن این وعده که پس از گذر از مناطق کوهستانی به سرزمین‌های پربار خواهند آن‌ها راضی به همکاری کند اما موفق نشد. در این حال پیامی از لئوپولت زسید که حاضر است بخشی از خواسته‌ها او یعنی دوک‌نشین فِرِت را به او بدهد اما آنگران آن را بسیار کوچک دانست و نپذیرفت. آنگران در این میان به این نگرانی افتاد که مزدوران ممکن است به طمع مواجب بیشتر، او را تحویل دوک اتریش بدهند و این که از این اسارت او را نجاتی نخواهد بود. بدین جهت شبانه با لباس مبدل و همراه تنها دو نفر، مخفیانه اردوگاه را ترک کرد و به فرانسه بازگشت. به نقل بارابا تاکمن، این داستان تماماً ساختگی است و آنگران و مزدورانش به پیشروی ادامه داده‌اند. او با خروج از آلزاس، روز ۲۵ نوامبر وارد آراگاو شد و به سمت بازل رفت. نیروهای آنگران برای قدرت‌نمایی سه روز دور بازل چرخیدند تا دیگران را از مقاومت در برابر خود بازدارند. با همکاری اسقف بازل، لشکر بدون درگیری از این شهر گذر کرد.